# بنای رخت‌شوی‌خانه
بنای رخت‌شوی‌خانه یا مجموعهٔ تاریخی رخت‌شوی‌خانه در قلب بافت تاریخی شهر زنجان که منطبق بر حصار قدیمی شهر می‌باشد، در یک منطقهٔ پرتراکم مسکونی قرار دارد. این بنا در سال ١٣٠٧ خورشیدی به فرمان علی اکبر توفیقی (شهردار وقت زنجان) به جهت وجود هوای سرد در زمستان‌ها برای بانوان زنجانی ساخته شد.
این بنا در حال حاضر تعمیر و مرمت شده و به عنوان موزهٔ مردم‌شناسی در معرض بازدید عموم است. مجموعه‌‌ٔ تاریخی‌ رخت‌شوی‌خانه‌ با شمارهٔ ۱۷۴۷ در فهرست‌ آثار ملی ایران‌ به‌ ثبت‌ رسیده‌ است‌.

## پیشینه
علی اکبر توفیقی که رئیس بلدیه بود، در سال ١٣٠٧ خورشیدی مصادف با ۱۳۴۷ هجری قمری زمین ساخت رخت‌شوی‌خانه زنجان را خرید و سپس فرمان ساخت آن را صادر کرد. دلیل انتخاب این محل پایین بودن ارتفاع آن به منظور جمع‌آوری هرزآب ها و استفاده مؤثر از آب قنات قلعه‌چی حاجی میربهاالدین بوده است. این بنا را دو برادر به نام‌های مشهدی اکبر معمار و مشهدی اسماعیل بنا ساخته‌اند. مشهدی اکبر معماری ساختمان را بر عهده داشت و وظیفه مشهدی اسماعیل بنایی ساختمان بود.
سبک و سیاق معماری این بنا را می‌توان به شیوه اواخر دوره قاجار و اوایل دوره پهلوی نسبت داد. مستند رخت‌شوی‌خانه در دو قسمت به تفضیل به این بنا پرداخته است

## موقعیت جغرافیایی در شهر
بنای تاریخی رخت‌شوی‌خانه زنجان در محل باباجمال چوقوری (گودال باباجمال) در قلب بافت تاریخی شهر زنجان قرار گرفته و دسترسی به بنای رخت‌شوی‌خانه از طریق خیابان سعدی، کوچه فرهنگ امکان‌پذیر است. این بنا تقریباً در مرکز شهر واقع شده است.

## کاربری
هدف از ساخت این رخت‌شوی‌خانه تأمین امنیت و آسایش زنان به هنگام شست و شوی لباس در یک مکان سرپوشیده بوده‌است. زنان شهر، لباس و رخت خود را در آن محل می‌شسته‌اند و آقایان در زمان دایر بودن مجموعه به هیچ وجه حق ورود به آن را نداشتند.
از نظر تشابه کاربری چنین بنایی در هیچ قسمتی از ایران به این شکل دیده نشده ولی از نظر معماری با مسجد عباسقلی خان و دروازه ارگ قابل مقایسه‌است. این بنا به‌طور عام‌المنفعه و شبانه‌روزی بوده و بابت استفاده از آن هیچ پولی از شهروندان دریافت نمی‌شده‌است. هرچند استفاده کنندگان آن، تنها برای ارج نهادن به خدمات بانوی خادم آن (معصومه خانم) که گفته می‌شود همسر معمار این بنا بوده است، کالا های مصرفی از جمله نان، برنج، قند و ... را در اختیار وی قرار می‌دادند.
بنای رخت‌شوی‌خانه شهر زنجان هم‌اکنون جزو مهم‌ترین موزه های این استان است و در قسمت میانی آن مجسمه هایی به منظور نمایش لباس‌های محلی بانوان زنجان تعبیه شده است (لباس های محلی کوتاه توسط بانوان مسن و لباس های محلی بلند مورد استفاده بانوان جوان قرار داشته است.) همچنین زیورآلات، ابزار و وسایل مورد استفاده بانوان زنجانی در معرض دید همگان قرار گرفته‌است.

## مشخصات بنا
آب این محدوده که دارای فضاهای متعددی است از قنات قلعچه حاجی میربهاالدین تأمین می‌شد. فضاهای این مجموعه را می‌توان به دو بخش مدیریت رخت‌شوی‌خانه شامل حیات و قسمت مسکونی و فضای اصلی شستشوی رخت که خود دارای چهار قسمت است تقسیم کرد. حیاط محوطه‌ای است به شکل مربع و مستطیل به میزان ۴۰۰ متر مربع (۳۲×۱۲ متر) شامل درختکاری و فضای سبز، و اعیانی آن در جبهه شمالی محوطه به مقدار ۶۰ متر مربع شامل دو اتاق و یک ورودی است که این ورودی فضاهای محوطه، سرایداری و محل شستشوی رخت را به همدیگر متصل می‌نماید. پلان و نمای این واحد مسکونی، دارای بار فرهنگی بوده و به سبک معماری سنتی شناخته شده زنجان احداث گردیده‌است.
خزینه این رخت‌شوی‌خانه ۱۷ متر طول ۵۵/۱۱ متر عرض و حدود ۸ متر ارتفاع دارد فضایی شبیه تراس مشرف به فضای رخت‌شوی‌خانه وجود دارد که به عبارتی می‌توان آن را شاه‌نشین و محل مدیریت نامید. محل ورودی بنا به شبکه ارتباطی کوچه‌های شهر را پیدا می‌کرد و خانم خادمی کار کنترل و نظارت بر امور رخت‌شوی‌خانه را برعهده داشت و در قبال این کار مبلغی ماهیانه دریافت می‌کرد. از معماری این فضا چنین استنباط می‌شود که معمار آشنایی کاملی به شیوه سنتی داشته که توانسته‌است با کمک قوس‌ها و نورگیرها فضای دل‌انگیزی را در قسمت بالای انبار سالن اصلی رخت‌شوی‌خانه و تردد افراد را انجام می‌داده‌است.
طراحی و اجرای فضای داخلی و اصلی بنای رخت‌شوی‌خانه دورنمای بسیار زیبایی دارد و سالن آن با ۱۱ ستون به‌طور قرینه به دو قسمت تقسیم شده‌است. این فضا از سالنی به عرض ۷/۱۳ متر طول ۶۲ متر و مساحت زیربنای ۸۵۰ متر مربع برخوردار است. فاصله ۱۱ ستونی که به‌طور قرینه سالن را به دو قسمت تقسیم کرده‌اند در جهت قرینه از چهار واحد حوضچه و مجاری آب در حد فاصل حوضچه‌ها تشکیل یافته و حدود آن را سنگ‌های حجاری شده از جنس تراورتن از یکدیگر مجزا می‌کند. این حوضچه ها به هنگام تغییر کاربری رخت‌شوی‌خانه به موزه مردم شناسی دستخوش تغییراتی شده است.

## نگارخانه

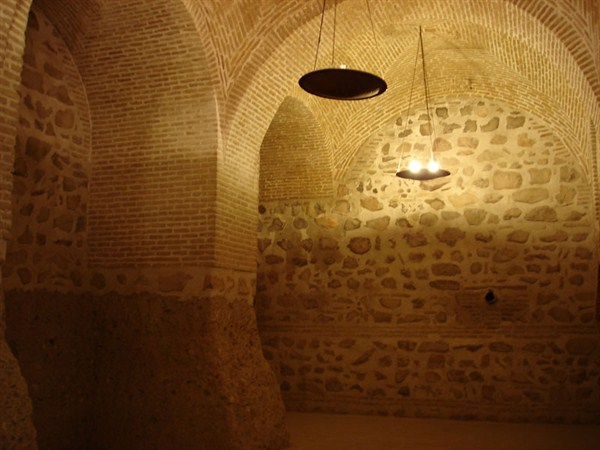
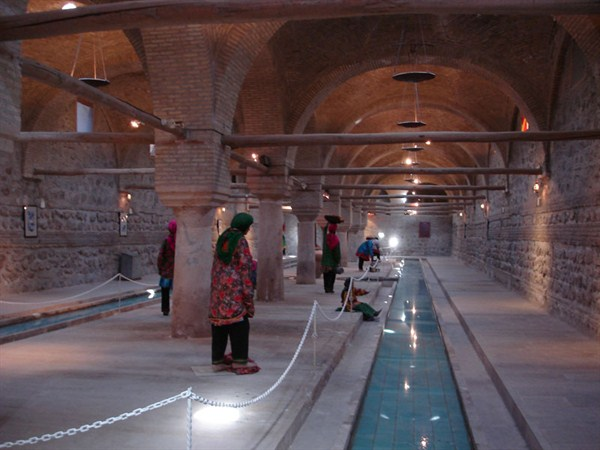
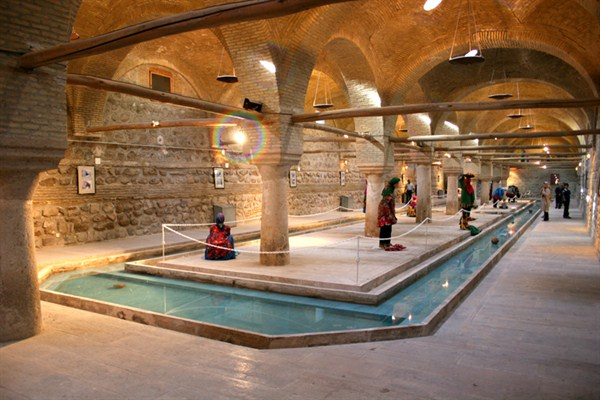
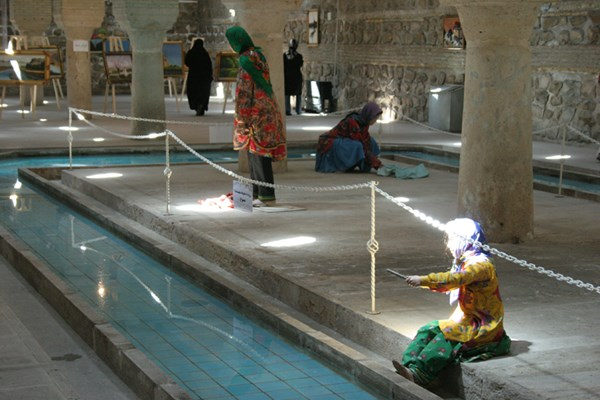